# 테우데리쿠스 4세
테우데리히 4세(Theuderic IV, 710년? - 737년) 또는 토이데리히 4세(Theuderich IV) 또는 티에리 4세(Thierry IV)는 프랑크 왕국의 국왕으로, 메로빙거 왕조 출신이었다. 실권을 행사할 수 없었으며, 그의 치세기간 중 카를 마르텔은 투르-푸아티에 전투에서 이슬람 군대를 격파하고 사실상의 권력을 획득했다.

## 가족 관계
- 증조할아버지 : 테우데리히 3세 또는 티에리 3세
- 할아버지 : 힐데베르트 4세
- 아버지 : 다고베르트 3세
- 숙부 : 클로비스 4세
- 아들 : 테우데리히
- 종증조부 : 힐데리히 2세
- 재종조부 : 힐페리히 2세
- 재종숙 : 힐데리히 3세[1]

## 같이 보기
- 메로빙거 왕조
- 프랑크 왕국
- 투르-푸아티에 전투
- 클로비스 4세
- 카를 마르텔
- 힐데리히 3세